# Udo Voigt
Udo Voigt (Viersen, 14 aprile 1952 – 17 luglio 2025) è stato un politico tedesco, dal 2014 al 2019 europarlamentare per il Partito Nazionaldemocratico di Germania (NPD).

## Biografia
Udo Voigt fu il leader del partito di estrema destra Partito Nazionaldemocratico di Germania (NPD) dal 1996 al 2011, partito al quale si iscrisse nel 1968. Il 10 dicembre 2007 dichiarò in un'intervista che nell'Olocausto sarebbero morti non più di 340.000 ebrei. L'11 ottobre 2012 fu condannato per sedizione a una pena di dieci mesi (sospesa) e a una multa di 1.000 euro, per aver lodato in un discorso le Waffen-SS. Alle elezioni europee del 2014 fu eletto europarlamentare, diventando il primo rappresentante del suo partito al Parlamento europeo. Fu membro della commissione per le libertà civili, la giustizia e gli affari interni del Parlamento europeo. Alle elezioni europee del 2019, in cui il suo partito ottenne solo lo 0,3% dei voti, non fu rieletto.